# 臧惟一
臧惟一（1542年—1607年），字守中，号理轩，山東諸城縣（今諸城市）人，明朝政治人物。

## 生平
嘉靖四十三年（1564年）甲子科山东乡试第九名，四十四年（1565年）乙丑科会试二百五十三名，廷试三甲一百六十三名進士。大理寺观政，本年八月授宿松知县，四十五年十一月调繁太湖县，隆慶二年（1568年）六月行取，九月升户部主事，三年七月调吏部，四年六月升员外，五年七月升郎中，六年十二月养病。万历二年（1574年）五月復除本部，九月丁忧。六年三月復除本部，本月调文选司，七年三月升太常寺少卿提督四夷馆，八年三月升大理寺右少卿，九月升左少卿，九年十一月升太仆寺卿，十年二月改光禄寺卿，十一年二月升順天府府尹，十二年七月升右副都御史、巡抚河南，十四年正月回籍调理。二十七年（1599年）起升南京兵部右侍郎，三十一年八月以考满赴京引疾乞休，上不允。三十三年九月万寿节南京文武百官齐赴礼部衙门呼嵩拜祝，臧惟一甫一跪拜，遂伏地不能起，以失仪被南京浙江道御史朱吾弼弹劾，特准回籍调理。三十五年卒，享年六十六，三十七年正月賜祭葬，三月贈南京工部尚書。

## 家族
曾祖父臧智，贈經歷；祖父臧斐，州同知贈光禄卿；父臧節，累封光禄卿。嫡母孟氏，累赠淑人；生母焦氏，封宜人、贈淑人。兄惟精、弟惟時、惟敬、惟幾、惟孝、惟忠。
臧惟幾，號敬軒，官太医院吏目。